# Arromanches-les-Bains

Arromanches-les-Bains este o comună în departamentul Calvados, Franța. În 1 ianuarie 2022 avea o populație de 431 de locuitori.